# Перхорович, Франц Иосифович
Франц Ио́сифович Перхоро́вич (белор. Франц Iосіфавіч Перхаровіч; 27 мая 1894, Минская губерния — 11 октября 1961, Москва) — советский военачальник, Герой Советского Союза (6.04.1945), гвардии генерал-лейтенант (27.01.1945).

## Молодость, первая мировая и гражданская войны
Франц Иосифович Перхорович родился 27 мая 1894 года в посёлке Залазы ныне Докшицкого района Витебской области. По национальности белорус, по другим данным поляк. Окончил Лепельское городское четырехклассное училище.
В Русской императорской армии с марта 1915 года. Служил в 232-м запасном пехотном батальоне в Харькове, в котором окончил учебную команду в том же году и был направлен далее на учёбу в 2-ю Московскую школу прапорщиков. В феврале 1916 года окончил её, произведен в прапорщики, назначен младшим офицером в 242-й запасной батальон (к тому времени батальон переведён в Тверь). В этом же году окончил двухмесячные саперные курсы при 5-м сапёрном батальоне (г. Старица, Тверская губерния). Осенью 1916 года направлен на Северный фронт Первой мировой войны, где воевал на рижском направлении полуротным командиром 437-го Сестрорецкого пехотного полка, с марта 1917 года — командир роты 743-го Тирульского пехотного полка. В мае 1917 года попал под газовую атаку немцев, получил серьёзное отравление и более полугода находился на излечении в госпитале. Произведён в поручики. В январе 1918 года демобилизован.
В Красную Армию вступил в августе 1918 года в Шклове, доброволец. Участник Гражданской войны. Служил в 4-м Ростовском красногвардейском отряде, который вскоре был преобразован в 151-й стрелковый полк 17-й стрелковой дивизии, а Перхорович был назначен на должность полкового адъютанта. Участвовал в боях на двинском, пинском, мозырском и коростеньском направлениях против войск С. В. Петлюры и бандформирований на Украине и в Белоруссии. С февраля 1920 года — помощник начальника штаба 19-й стрелковой бригады 7-й стрелковой дивизии на Юго-Западном фронте, участвовал в Советско-польской войне 1920 года на новоград-волынском и коростеньском направлениях. Во время польского наступления в мае 1920 года был захвачен в плен, в июне сбежал от конвоя в Белостоке, скрывался в польском тылу и через две недели встретился с перешедшими в наступление советскими войсками. Его вернули в 17-ю Нижегородскую стрелковую дивизию на прежнюю должность полкового адъютанта, вскоре он стал помощником начальника штаба по оперативной части 51-й стрелковой бригады. Участвовал в советско-польской войне, в Майской операции и в Варшавской битве. С ноября 1920 года воевал против отрядов генерала С. Н. Булак-Балаховича.

## Межвоенное время
В послевоенный период с августа 1921 — помощник начальника штаба 51-й стрелковой бригады той же дивизии. С июня 1922 года командовал Александровской отдельной ротой в г. Александров. В январе 1923 года вновь направлен в 17-ю стрелковую дивизию, переведённую в Приволжский военный округ: помощник начальника штаба 49-го стрелкового полка (Нижний Новгород), начальник штаба 50-го стрелкового полка (Рязань). С марта 1926 года — помощник начальника 6-го отдела штаба Московского военного округа.
С ноября 1930 года — заместитель начальника отдела кадров Мобилизационно-планового управления Высшего совета народного хозяйства СССР. С сентября 1931 года вновь служил в штабе Московского ВО: помощник начальника 6-го (командного) отдела, с февраля 1936 — начальник 1-го (оперативного) отдела. В 1932 году окончил первый курс Военной академии РККА имени М. В. Фрунзе. С ноября 1937 по август 1938 года — военрук Московского планового института.
В августе 1938 года отстранён от должности и уволен в запас РККА, а по некоторым данным, был арестован органами НКВД СССР. В ноябре 1940 года восстановлен в кадрах армии и назначен преподавателем кафедры боевой подготовки в Центральном Институте физической культуры имени И. В. Сталина в Москве, с мая 1940 года — младший преподаватель этой кафедры. В октябре 1940 года сам направлен учиться и в июле 1941 года окончил Высшие стрелково-тактические курсы усовершенствования комсостава пехоты «Выстрел».

## Великая Отечественная война
В начале Великой Отечественной войны полковник Ф. И. Перхорович досрочно окончил курсы и назначен командиром 787-го стрелкового полка 222-й стрелковой дивизии. С 4 августа 1941 года полк и дивизия в составе 43-й армии Резервного фронта участвовали в Смоленском сражении и в Ельнинской наступательной операции, а в начале октября, в начале немецкого генерального наступления на Москву, попали в Вяземский котёл. Примерно через 20 дней Перхорович вывел остатки полка из окружения к своим в районе Тулы. В ноябре 1941 года назначен командиром 630-го стрелкового полка (вскоре преобразован в 17-й гвардейский стрелковый полк) 5-й гвардейской стрелковой дивизии 49-й армии Западного фронта. Хорошо проявил себя в ходе оборонительного этапа битвы за Москву и в Елецкой наступательной операции, а также при освобождении городов Алексин (17.12.1941), Таруса (19.12.1941), Полотняный Завод (18.01.1942), Кондрово (19.01.1942).
В феврале 1942 года назначен заместителем командира 5-й гвардейской стрелковой дивизии, которая на завершающем этапе Ржевско-Вяземской наступательной операции освободила город Юхнов (5.03.1942). В мае 1942 года назначен командиром 100-й стрелковой дивизии, формирующейся в Архангельском военном округе. В июле 1942 года дивизия вошла в состав 40-й армии Воронежского фронта (в ноябре передана в 60-ю армию этого фронта). Генерал-майор (20.12.1942). В январе-феврале 1943 года дивизия под командованием Ф. И. Перхоровича участвовала в Воронежско-Касторненской и Харьковской наступательных операциях, приняв участие в освобождении Воронежа и Харькова, а также освободив города Короча, Шебекино, Лебедин. В марте 1943 года дивизия с тяжелыми боями отходила по рубежам в Харьковской оборонительной операции, и несмотря на понесённые потери, не допустив прорыва своего фронта.
В июне 1943 года Ф. И. Перхорович назначен командиром 52-го стрелкового корпуса 40-й армии Воронежского (с октября 1943 — 1-го Украинского) фронта. Руководил действиями корпуса в Курской битве, Белгородско-Харьковской, Житомирско-Бердичевской наступательных операциях и освобождении городов Лебедин, Житомир, Бердичев.
В мае 1944 года возглавил 3-й гвардейский стрелковый корпус 28-й армии 1-го Белорусского и 3-го Белорусского фронтов. Умело командовал корпусом в Люблинско-Брестской, Минской, Гумбиннен-Гольдапской наступательных операциях. За это время войска корпуса освободили города: Высокое, Слуцк, Барановичи, Пружаны.
С 17 ноября 1944 года и до Победы — командующий 47-й армией 1-го Белорусского фронта. Только что назначенный командарм блестяще проявил себя в первой же крупной операции, в которой участвовала его армия — в Варшавско-Познанской операции (составная часть Висло-Одерской операции). 15 января 1945 года части армии перешли в наступление севернее Варшавы, с ходу форсировали реку Висла и перерезали пути отхода немецких войск из Варшавы. 17 января 1945 года совместно с 61-й армией и 1-й армией Войска Польского освободили Варшаву. В последующие дни армия стремительно наступала по Польше, проходя с боями по 30-40 километров в сутки и до конца января прошла около 500 километров. В этой операции частями армии уничтожено и пленено свыше 32 000 солдат и офицеров противника, захвачены до 600 артиллерийских орудий, 69 танков и самоходных орудий.
«За образцовое выполнение боевых заданий командования на фронте борьбы с немецкими захватчиками и проявленные при этом отвагу и геройство» Указом Президиума Верховного Совета СССР от 6 апреля 1945 года генерал-лейтенанту Перхоровичу Францу Иосифовичу присвоено звание Героя Советского Союза с вручением ордена Ленина и медали «Золотая Звезда».
В ходе дальнейшего наступления Ф. И. Перхорович умело руководил действиями армии в Восточно-Померанской и Берлинской наступательных операциях. В последней из них в апреле 1945 года 47-я армия глубоко обошла Берлин с северо-запада и совместно с танкистами 2-й гвардейской танковой армией соединилась 25 апреля западнее Потсдама с 4-й гвардейской танковой армией 1-го Украинского фронта, замкнув тем самым кольцо окружения вокруг столицы нацистской Германии. Продолжая наступление на запад, к 8 мая армия на всем своём фронте вышла на реку Эльба.

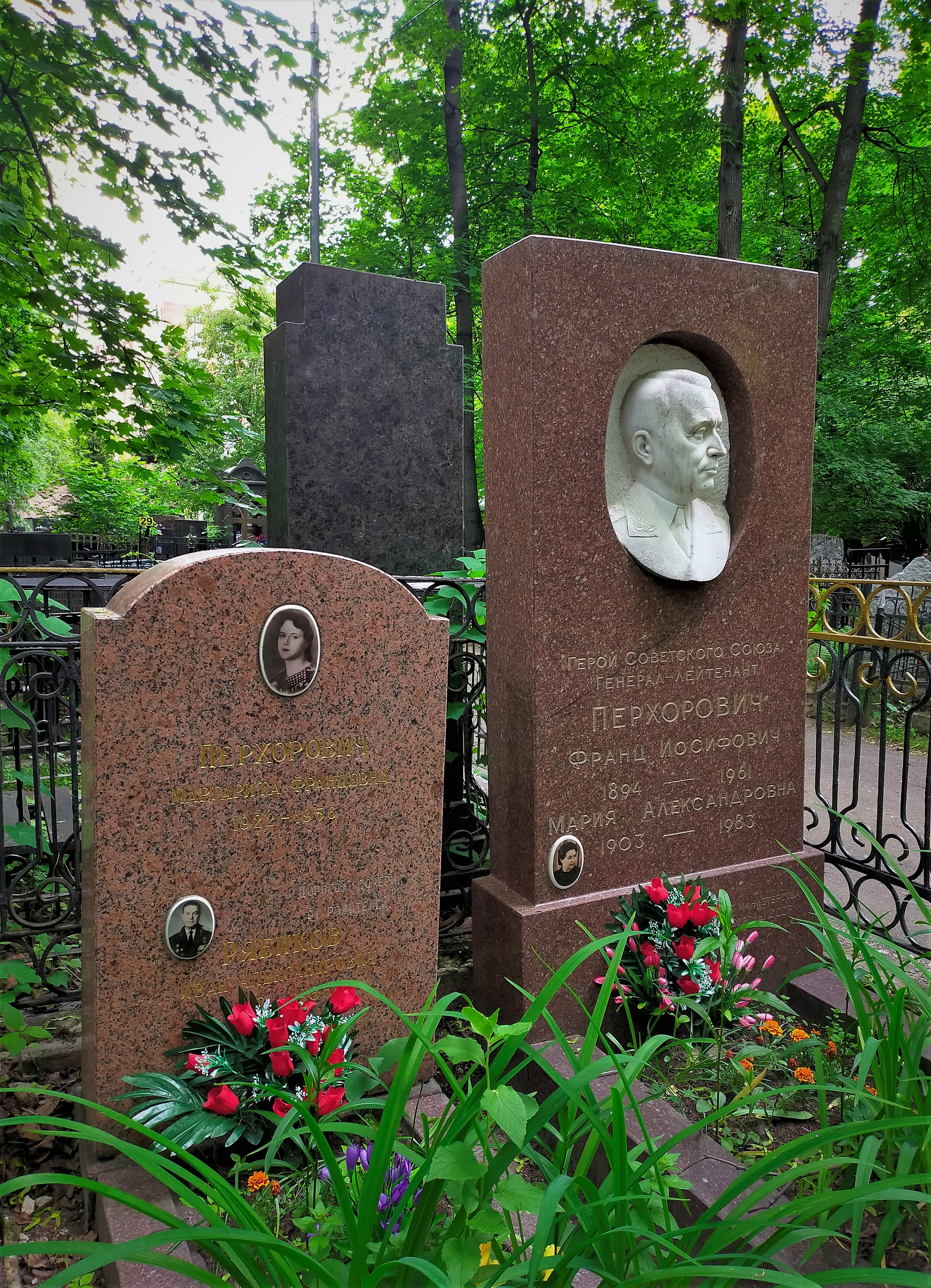
Могила Ф. И. Перхоровича на Введенском кладбище

## Послевоенное время
После войны продолжал командовать армией. Кроме того, с июля 1945 года являлся первым заместителем начальника Советской военной администрации провинции Саксония. В феврале 1946 года армия была расформирована, Перхорович получил назначение командующим 28-й армией Белорусского военного округа, но из-за болезни в должность не вступил, оставаясь в распоряжении Главного управления кадров Министерства Вооружённых сил СССР (однако в учетно-послужной карте Ф. И. Перхоровича указано командование 28-й армией с 25 февраля по 6 мая 1946 года). С мая 1946 года учился на Высших академических курсах при Высшей военной академии имени К. Е. Ворошилова, но ввиду болезни и их окончить ему не удалось. Несколько месяцев находился в госпитале, будучи в распоряжении ГУК ВС СССР. В апреле 1947 года он был назначен начальником Управления всеобщего военного обучения Главного штаба Сухопутных войск Советской Армии. С июля 1951 года — в отставке.
Франц Иосифович Перхорович скончался 11 октября 1961 года в Москве. Похоронен на Введенском кладбище (14 уч.).
Именем генерала Перхоровича названа улица в Воронеже.

## Награды
- Медаль «Золотая Звезда» Героя Советского Союза № 6457 (6.04.1945);
- три ордена Ленина (23.10.1943, 21.02.1945, 6.04.1945);
- четыре ордена Красного Знамени (21.07.1942, 4.02.1943, 3.11.1944, 20.06.1949);
- орден Суворова 1-й степени (29.05.1945);
- орден Кутузова 1-й степени (23.07.1944);
- орден Суворова 2-й степени (3.06.1944);
- медали;

иностранные награды
- Орден «Легион почёта» степени командора (США)
- Орден Virtuti Militari 3-й степени (Польша)
- Орден «Крест Грюнвальда» 3-й степени (Польша)
- Медаль «За Варшаву 1939—1945» (Польша)
- Медаль «За Одру, Нису и Балтику» (Польша)